# Poławiacze sumień
Poławiacze sumień – album wydany w 1993 roku przez Władysława Komendarka. Wydawcą była wytwórnia Polskie Nagrania.

## Lista utworów
1. „Piramida I” – 7:03
2. „Taniec elfów” – 5:29
3. „Carefree” – 4:27
4. „Rozmyślania na górze S” – 11:20
5. „Poławiacze sumień” – 13:05
6. „DJ Deliver It!” – 3:34
7. „35 śmietnik atomowy” – 6:52
8. „Odgłosy wiosny” – 8:14
9. „Kołysanka” – 8:16
10. „I'm on My Own” – 5:25